# Sint-Katharinakapelle

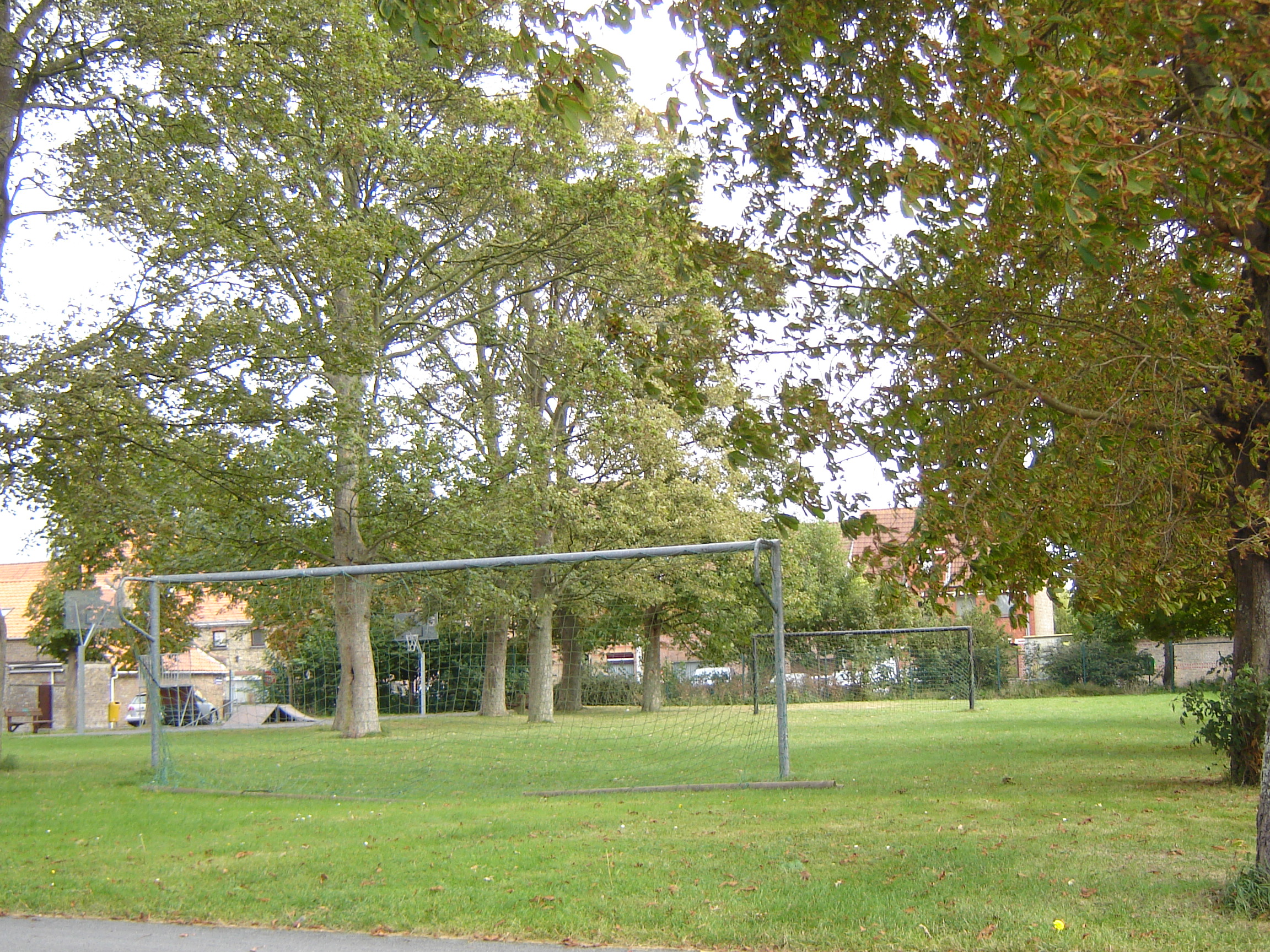
Kastanjeplein, locatie vroegere Sint-Katharinakerk en kerkhof

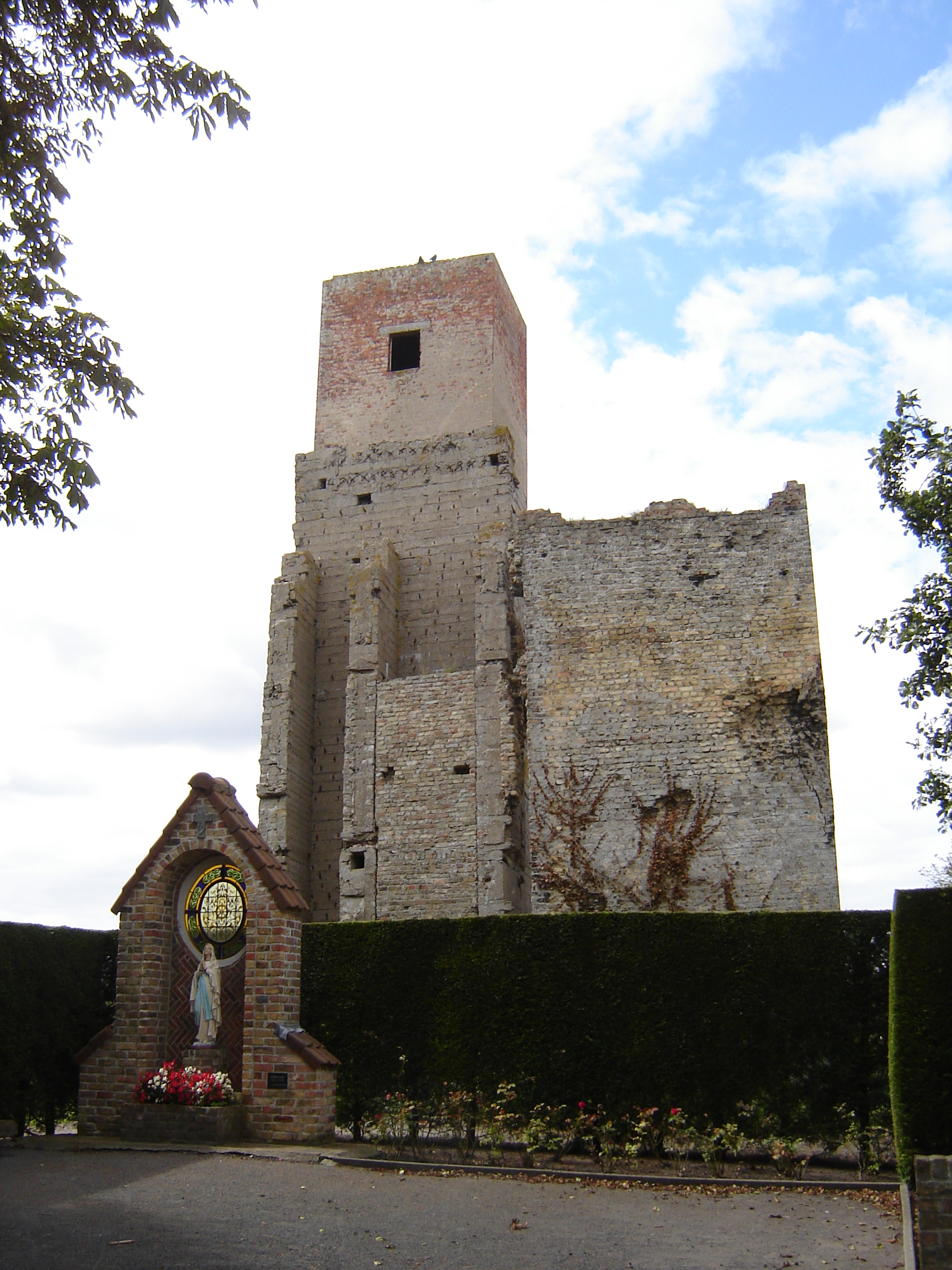
Observatietoren uit de Eerste Wereldoorlog

Sint-Katharinakapelle is een voormalige gemeente in de Belgische provincie West-Vlaanderen en is volledig opgenomen in de dorpskern van Pervijze, een deelgemeente van de stad Diksmuide.
Het zuiden van Pervijze werd ontgonnen in de 11e eeuw. Al snel werd er net buiten de toenmalige dorpskern van Pervijze een kapel gebouwd door de kanunniken van Kassel. Deze kapel was toegewijd aan Catharina van Alexandrië en werd bij de erkenning als parochie verheven tot kerk. Er ontstonden zo twee dorpen waarvan de twee kerken slechts enkele honderden meters uit elkaar lagen. In 1208 kwam de kerk onder het patronaat van de Abdij van Sint-Bertinus te Sint-Omaars.
In tegenstelling tot Pervijze en de omliggende gemeenten behoorde Sint-Katharinakapelle niet tot de kasselrij Veurne-Ambacht maar behoorde het samen met Eggewaartskapelle, Ramskapelle en Sint-Joris tot de onafhankelijke heerlijkheid Berkel.
Sint-Katharinakapelle groeide snel waardoor de kerk in de 17e eeuw diende uitgebreid te worden. Op het einde van de 17e eeuw telde het dorp meer inwoners dan Pervijze. Bij het ontstaan van de gemeenten in 1795 werd Sint-Katharinakapelle een onafhankelijke gemeente met een oppervlakte van 250 ha.
Ondertussen was de weg van Pervijze naar Diksmuide rechtgetrokken en verbeterd en zocht Pervijze uitbreiding naar het zuiden. Na het Concordaat van 1801 werd de parochie een hulpparochie en werd de kerk terug een kapel, afhankelijk van de Sint-Niklaaskerk te Pervijze. Ook met de gemeentelijke onafhankelijkheid was het vlug afgelopen: in 1812 werd Sint-Katharinakapelle samengevoegd met Pervijze. Op dat moment telde de plaats 240 inwoners.
De gemeente bouwde in 1829 een gemeenteschool tegenover de kapel, die zelf tussen 1837 en 1840 werd uitgebreid. Tussen de twee parochies ontstond er een grote rivaliteit, zodanig zelfs dat men eraan dacht om een derde neutrale kerk te bouwen. Omstreeks 1890 werd beslist om de Sint-Niklaaskerk van Pervijze uit te breiden en de Sint-Katharinakapel te verkopen voor afbraak om de uitbreidingskosten mee te helpen betalen. In 1895 werd de kapel afgebroken en de 11e-eeuwse doopvont verhuisde daarbij naar het Gruuthusemuseum te Brugge. De parochie hield op te bestaan en de hoofdkerk werd hernoemd tot de Sint-Niklaas- en Sint-Katharinakerk.
Tijdens de Eerste Wereldoorlog werd er een observatiepost gebouwd aan het plein dat ontstaan was door de afbraak van de kerk en het kerkhof. Deze post werd in 2002 beschermd als monument.

## Bezienswaardigheden
- de Observatiepost Pervijze

1. ↑  Sven Vrielinck, De territoriale indeling van België (1795-1963), Universitaire Pers Leuven, 2000, p. 1842